# Westair Bénin
Westair Bénin war eine beninische Fluggesellschaft mit Sitz in Cotonou und Basis auf dem Flughafen Cadjehoun.
Da sie in Benin zugelassen war, war ihr der Betrieb im EU-Luftraum bis zum 16. Mai 2017 untersagt.

## Flotte
Mit Stand September 2015 betreibt Westair Bénin keine Flugzeuge.